# Ендру (Ајова)
Ендру (енгл. Andrew) град је у америчкој савезној држави Ајова. По попису становништва из 2010. у њему је живело 434 становника.

## Демографија
Према попису становништва из 2010. у граду је живело 434 становника, што је -26 (-5.7%) становника више него 2000. године.
| Група             | 2000.       | 2010.       |
| Белци             | 447 (97,2%) | 427 (98,4%) |
| Афроамериканци    | 0 (0,0%)    | 2 (0,5%)    |
| Азијати           | 0 (0,0%)    | 0 (0,0%)    |
| Хиспаноамериканци | 13 (2,8%)   | 2 (0,5%)    |
| Укупно            | 460         | 434         |